# 巴拉圭唱片公司管理協會
巴拉圭唱片公司管理協會（西班牙語：Sociedad de Gestión de Productores Fonográficos del Paraguay）是於2002年建立的巴拉圭非營利音樂協會。巴拉圭唱片公司管理協會為巴拉圭唱片業的代表機構，也是國際唱片業協會的成員與国际标准音像制品编码管理機構。
協會亦定期在官網上發布音樂排行榜，分別是（百大歌曲榜）、（百大藝人榜）、（五十大國內歌曲榜）、（五十大國內藝人榜）

## 唱片認證
巴拉圭唱片公司管理協會在2005年至2015年期間為專輯頒發唱片認證，其標準為金5,000、白金10,000。2020年，專輯認證標準改為金7,500、白金15,000，單曲認證標準為金75,000、白金150,000。在2023年，巴拉圭唱片公司管理協會根據串流次數向國內7位音樂家與組合合計16首歌曲頒發金唱片認證，其認證標準為金1,250,000、白金2,500,000、鑽石15,625,000。

## 外部連結
- 官方网站